# آگوست هاگنباخ
آگوست هاگنباخ (آلمانی: August Hagenbach؛ زاده ۱۸۷۱ - درگذشته ۱۹۵۵) یک فیزیک‌دان اهل سوئیس بود.